# Celestino Piaggio
Celestino Piaggio (* 20. Dezember 1886 in Concordia; † 26. Oktober 1931 in Buenos Aires) war ein argentinischer Komponist, Dirigent und Pianist italienischer Abstammung.
Piaggio entstammte einer Musikerfamilie. Neben seinem Vater Victor(io) Piaggio, einem Dirigenten, wurden auch seine Geschwister Leonidas, Amelia, Leonor und Elsa Piaggio als Musiker und Musikpädagogen bekannt. Er hatte ersten Klavier- und Violinunterricht bei seinem Vater, bevor er ab 1900 am Konservatorium von Buenos Aires bei Alberto Williams (Komposition), Julián Aguirre (Klavier), Andrés Gaos (Violine) und Carlos Marchal studierte.
Er unterrichtete hier von 1904 bis 1908 selbst Klavier und erhielt in diesem Fach 1905 eine Goldmedaille und 1906 den Premio Ortiz y Cussó. Der Gewinn des Gran Premio Europa 1908 ermöglichte ihm ein Studium an der Pariser Schola Cantorum bei Léon Saint-Réquier (Harmonielehre), Albert Groz (Kontrapunkt), Vincent d’Indy (Komposition), Abel Decaux (Orgel) und Amédée Gastoué (gregorianischer Gesang). Außerdem nahm er privaten Klavierunterricht bei Ricardo Viñes.
Im Sommer 1914 reiste er nach Rumänien, wo ihn der Ausbruch des Ersten Weltkrieges bis 1919 festhielt. Er wirkte in dieser Zeit in Bukarest als Pianist am königlichen Hof und Juror des Konservatoriums und gründete 1918 die Zeitschrift Revista Critică Teatrală, Muzicală, Literară și Artistică und das Orchester der Asociația Generală Muzicală din România.
1919 setzte er seine Ausbildung bei d’Indy an der Schola Cantorum fort, im Folgejahr studierte er Orchesterleitung bei Arthur Nikisch am Gewandhaus in Leipzig. 1921 kehrte er nach Argentinien zurück und wurde Dozent für Klavier, Harmonielehre, Kontrapunkt und Komposition am Conservatorio de Música de Buenos Aires, ab 1924 auch Vizedirektor. Außerdem unterrichtete er von 1922 bis 1931 am Instituto Nacional de Ciegos.
1921 wurde er Mitglied der Sociedad Nacional de Música und der Comisión Nacional de Bellas Artes sowie künstlerischer Direktor der Sociedad Argentina de Música de Cámara y Sinfónica. In Buenos Aires gründete er die Asociación Sinfónica de Buenos Aires, das erste ständige Sinfonieorchester der Stadt, mit dem er 1922 mit Werken von Carlos López Buchardo debütierte. Neben internationaler Literatur spielte er mit dem Orchester auch zahlreiche Uraufführungen von Werken zeitgenössischer Landsleute. Daneben wirkte er auch als Dirigent am Teatro Colón.

## Werke
- Minuetto en mi bemol für Klavier, 1901.
- Los días, 7 miniaturas für Klavier, 1902.
- Miniatura für Streichorchester, 1903.
- Hoja de álbum für Violine und Streichorchester, 1903.
- Andantino für Streichorchester, 1904.
- Gavotta für Streichorchester, 1904.
- Miniatura für Klavier, 1904.
- Página gris für Klavier, 1904.
- Bagatela für Klavier, 1904.
- Humorística für Klavier, 1904.
- Arabescos für Klavier, 1905.
- La urna, Lied, Text von Alberto Williams, 1905
- Yo no lo sé, Lied, 1905.
- Danza für Streichorchester, 1905.
- Madrigal für Gesang und Klavier, 1905.
- Trois mélodies für Gesang und Klavier, Texte von Tristan Klingsor, Jacques Normand und Sully Prudhomme, 1907
- Taisons-nous, Lied, 1907.
- Les marionnettes, Lied, Text von Tristán Klingsor, 1908.
- Chanson des belles, Text von Tristán Klingsor, 1911.
- Sonata en do sostenido menor für Klavier, 1912–13
- Obertura en do menor für Orchester, 1913–14
- Sinfonía, 1915.
- Tonada für Klavier, 1915.
- Trois mélodies für Gesang und Klavier, Texte von André Suarès, 1915–17
- Lourde, lourde était mon âme, Lied, Text von André Suarés, 1916.
- Stella matutina, Lied, Text von André Suarés, 1918.
- Homenaje a Julián Aguirre für Klavier, 1925.